# Kaifeng
Kaifeng és una ciutat-prefectura de la província de Henan, a la República Popular de la Xina. Està situada al curs del riu Groc i a uns 70 km de la capital provincial, Zhengzhou. La ciutat té una població de gairebé 5 milions d'habitants (2010) que viuen en una àrea de 6.444 km².
L'estiu de 1214, amb les terres del nord de Jin devastades per la pesta i els mongols de Genguis Kan, l'emperador Xuanzong de Jin va traslladar la capital de Zhongdu a Kaifeng al sud. Sota les forces de l'imperi mongol liderat per Ogodei i dels seus aliats de la dinastia Song del Sud, la dinastia Jin s'ensorrà el 1234 amb la derrota a la batalla de Kaifeng.